# Mäksa
Mäksa (deutsch: Mäxhof) ist eine ehemalige Landgemeinde im estnischen Kreis Tartu mit einer Fläche von 133,4 km². Sie hatte 1721 Einwohner (1. Juni 2010). Seit 2017 gehört sie zur Landgemeinde Kastre.
Mäksa wurde erstmals 1555 als Mex urkundlich erwähnt. Neben dem Hauptort Mäksa (120 Einwohner) gehörten zur Landgemeinde die Dörfer Aruaia, Kaagvere, Kaarlimõisa, Kastre, Melliste, Mäletjärve, Poka, Sarakuste, Sudaste, Tammevaldma, Tigase, Vana-Kastre, Veskimäe, Võruküla und Võõpste.
Unweit von Mäksa liegt der Agali-See mit einer Fläche von 13 Hektar und einer Tiefe von stellenweise 19,5 m.